# Salamanderkriget
Salamanderkriget (originaltitel: Válka s mloky) är en satirisk science fiction-roman av den tjeckiske författaren Karel Čapek, första gången publicerad 1936.
I romanen upptäcks en sällsynt anpasslig salamanderart i Stilla havet, som till en början utnyttjas och förslavas. Med tiden blir salamandrarna allt fler och allt intelligentare och gör till slut uppror mot människorna.